# Ana Paula Rodrigues
Ana Paula Rodrigues Belo, más conocida como Ana Paula Rodrigues (São Luís, 18 de octubre de 1987), es una jugadora brasileña de balonmano. Su último club fue el Rocasa Gran Canaria. Con la selección brasileña participó en 4 juegos Olímpicos y es Campeona del Mundo en Serbia 2013.

## Trayectoria

### Clubes
Ana Paula comenzó a jugar balonmano en 2001, en la escuela Alberto Pinheiro en São Luís. En 2002, se trasladó a la A.A. Guaru, donde permaneció hasta 2007 cuando dio el salto a Europa.

#### España, primera parada
La primera temporada en España empezó con un contrato con el club español BM Puertodulce Roquetas, donde jugó solo una temporada para, posteriormente, saltar al Elche Mustang a una plantilla que contaba ya con Cristina Cabeza y Teresa Tur y al que llegaron Sandra Ritskovska y Francine Gomes. Ana Paula tuvo una buena temporada, anotando 246 goles, siendo la principal jugadora del equipo en la Liga de Campeones. Al año siguiente, se trasladó al rival, al Elda Prestigio, donde llegó a la final de la Liga de Campeones de Europa, pero el equipo danés Randers HK se proclamó campeón.

#### Europa y primeros títulos continentales
En 2011, firmó con el Hypo Niederösterreich de Austria, en aquel acuerdo mítico en el que la Confederación Brasileña de Balonmano mandó a 8 de sus jóvenes jugadoras a entrenar con las mejores en Europa. Llegaron al conjunto austriaco Alé do Nascimento, Dani Piedade y Fran Cararo, Fernanda Franca da Silva, Silvia Pinheiro y la portera Barbara Arenhart, además de la propia Ana Paula. Con el Hypo, ganó tres veces el campeonato austríaco y la Copa OHB de Austria. En la temporada 2012/13, el equipo fue eliminado en la primera fase de la Liga de Campeones de Balonmano Femenino - EHF, pero se clasificó para la Recopa de Europa. El Hypo llegó a la final y ganó el último partido contra el club francés Paris Issy. En enero de 2014, Ana Paula anunció su salida del Hypo al final de la temporada para jugar en el Bucarest de Rumanía.
Junto con otras tres brasileñas conquistó el primer título en la historia del club, la Liga de Rumanía, venciendo al potente equipo local del Baia Mare, lo que les permitió jugar en la siguiente temporada la Champions League. En la temporada 2015/2016, con el Bucarest, Ana Paula conquistó el bicampeonato rumano, la copa de Rumanía y el tan esperado título de la Champions League 2015/2016 en un equipo de leyenda dónde figuraban jugadoras de talla mundial como Cristina Neagu, Carmen Martín, Crina Pintea, Oana Manea, Linnea Torstenson, María Fisker o Isabelle Gulldén.
En 2016, Ana Paula se transfirió al Rostov de Rusia, donde permaneció por dos temporadas y media, desde el 2016 al 2019. Ana Paula fue bicampeona de la Supercopa de Rusia, tricampeona de la Liga rusa, tricampeona de la Copa de Rusia, campeona de la Copa EHF del 2017 (la por entonces segunda mayor competición de balonmano de Europa), y en 2018, logró el cuarto lugar en la Champions League. En su última temporada tuvo una grave lesión en el tendón de Aquiles que le hizo perderse casi toda la competición.
A principios de 2020, el Chambray de Francia le abrió sus puertas en aquella temporada atípica por la pandemia. Con el conjunto francés compitió esos 6 meses y renovando por un año más, ayudando a su club a alcanzar un inédito cuarto lugar y llevando al club a una histórica clasificación para la EHF European League de la 2021/22. Así terminó su participación con éxito en Francia.
Ana Paula jugó la temporada 2021/22 en Braila, Rumanía, bajo la dirección del legendario Morten Soubak, entrenador de la selección brasileña en 2013, cuando ganó junto con Ana Paula aquel título mundial que luce en sus vitrinas. Un año en el SCM Craiova, durante la temporada 2022/23 y otro en el Erice Italiano (en el que se desenvolvió como lateral gracias a su potente tiro) para que, en la temporada 2024/25, regresara a España para jugar con el Rocasa Gran Canaria. Su etapa en España duró poco. Lastrada por las lesiones del 2023, el Rocasa y Ana Paula separaron sus caminos antes de las navidades del 2024.

### Selección
Disputó 6 Campeonato del Mundo en 2009, 2011, 2013, 2015, 2017 y Campeonato Mundial de Balonmano Femenino de 2013. En el Campeonato Mundial de 2013 en Serbia, celebró la conquista (invicta) de su primer título mundial, anotando cuatro goles en la final contra Serbia, y un total de 39 en la competición, ocupando el noveno lugar en la tabla de goleadoras.
Participó en las Olimpiadas de Pekín en 2008, Londres en 2012, Río 2016 y Tokio 2020.
En el continente americano es bicampeona de los Juegos Sudamericanos, Santiago de Chile en 2014 y en Asunción, Paraguay en 2022 y Campeona del Campeonato Panamericano en 2011 en Brasil, 2013 en República Dominicana (siendo la mejor central del torneo) y en 2017 en Argentina.
También tiene un tricampeonato en los Juegos Panamericanos en 2011 en Guadalajara, en Toronto 2015, y Lima en 2019.
En 2013, fue campeona de la Provident Cup en Hungría y campeona del Sudamericano en Argentina, asegurando un lugar en aquel mundial que acabó con la victoria brasileña.

### Clubes
- 2002-07:  A. A Guaru (Guarulhos)
- 2007-08:  BM Puertodulce Roquetas
- 2008-09:  Elche Mustang
- 2009-11:  Elda Prestigio
- 2011-14:  Hypo Niederösterreich
- 2014-16:  CSM de Bucarest
- 2016-19:  Rostov Don
- 2020-21:  Chambray
- 2021-22:  Braila
- 2022-23:  Craiova
- 2023-24:  Erice
- 2024-24:  Rocasa Gran Canaria

## Títulos

### Selección
- 1 x  Campeona Mundial (2013)
- 3 x  Campeonato Panamericano (2011, 2013 y 2017)
- 3 x  Juegos Panamericanos (2011, 2015 y 2019)
- 2 x  Campeona de los Juegos Sudamericanos (2014, 2022)
- 1 x  Campeona del Campeonato Sudamericano (2013)
- 2 x  Campeona del campeonato Sud-Centro (2021, 2022)

### Clubes
- 1 x Champions League (2015/16, con el CSM Bucarest)
- 1 x Recopa de Europa (2012/13, con el Hypo Niederösterreich)
- 1 x Copa de la EHF (2016/17 con el Rostov Don)
- 3 x Liga de Austria (2012, 2013 y 2014, con el Hypo Niederösterreich)
- 3 x Copa de Austria (2012, 2013 y 2014)
- 2 x Liga Națională (2014 y 2015, con el CSM Bucarest)
- 1 x Copa de Rumanía (2015/16)
- 3 x Liga de Rusia (2017, 2018, y 2019 con el Rostov Don)
- 3 x Copa de Rusia (2017, 2018 y 2019)
- 2 x Supercopa de Rusia (2018 y 2019)

### En etapa formativa

#### Clubes
Con el A. A. Guarulhos-SP de Brasil Ana Paula consiguió:
- Máxima goleadora y campeona paulista cadete 2002
- Máxima goleadora y campeona paulista cadete 2003
- Campeona y destacada en el Paulista júnior 2004
- Campeona y máxima goleadora del Brasileño júnior 2004
- Campeona adulta de los Juegos Regionales 2006
- Campeona adulta de los Juegos Abiertos 2006

#### Selección Paulista
- Campeona juvenil de los Juegos de la Juventud 2004
- Campeona juvenil de los Juegos de la Juventud 2005